# Yvonne Lombard
Yvonne Lombard Hellsing, född 28 maj 1929 i Engelbrekts församling i Stockholm, är en svensk skådespelare.

## Biografi
Lombard är dotter till professor Alf Lombard och Margit Lidvall samt syster till Adrienne Lombard. Hon var gift med författaren Lennart Hellsing från 1953 till dennes död 2015. Yvonne Lombard är mor till författaren Susanna Hellsing, konstnären Petter Hellsing, Johanna Hellsing, författaren Jöns Hellsing och Karolina Hellsing.
Hon var klasskamrat med Max von Sydow vid Katedralskolan i Lund och det var han som föreslog att hon skulle söka till Dramatens elevskola. De kom båda in 1948 i en av elevskolans bästa årskullar någonsin. Förutom Lombard och von Sydow: Lars Ekborg, Margaretha Krook, Jan-Olof Strandberg och Ingrid Thulin med flera. Som elev spelade hon på Dramaten Belisa i Lorcas Don Perlimplins kärlek till Belisa i regi av Göran Gentele.
Efter examen 1951 blev Lombard engagerad vid Alléteatern där hon 1952 slog igenom med titelrollen i F. Hugh Herberts komedi Patty med Sven Lindberg och Sture Lagerwall. Föreställningen reste också på turné i samarbete med Riksteatern.
Regissören Sam Besekow satte upp den engelska 1600-talskomedin The Country Wife av William Wycherley på Alléteatern 1953. I den svenska översättningen fick den titeln Lantlollan. Lombard gjorde den förment obildade unga frun Miss Margery Pinchwife som håller god min inför den övervakande herr Pinchwife som spelades av Torsten Lilliecrona.
Lombard var sedan en säsong på Göteborgs stadsteater där hon våren 1955 gjorde Eliza i George Bernard Shaws Pygmalion och Lucy i Brechts Tolvskillingsoperan där även Inga Gill medverkade som Jenny.
Sedan 1960 har Lombard tillhört den fasta ensemblen på Stockholms stadsteater. Hon har spelat många sprudlande komediroller men också skapat utmejslade karaktärsroller.
I sin tidiga filmkarriär gestaltade hon ofta gladlynta och fnittriga flickor. Här kan nämnas bland annat Nils Poppe-filmen Flyg-Bom 1952, I dur och skur med Povel Ramel 1953, Ingmar Bergmans En lektion i kärlek 1954 samt Det svänger på slottet 1959. Andra filmer där Lombard har haft framträdande roller är Äppelkriget 1971, Du är inte klok, Madicken 1979 och Göta Kanal 1981.
Lombard spelade bordellmamma i TV-serien Kopplingen 1991 och mamman i deckarserien Snoken 1993. För sin roll i komedin I nöd och lust på Maximteatern 1995 fick hon privatteatrarnas pris Guldmasken.
År 2006 tilldelades hon den kungliga medaljen Litteris et Artibus "för konstnärliga förtjänster som skådespelare".
År 2016 mottog hon Teaterförbundets guldmedalj för "utomordentlig konstnärlig gärning".
År 2018 tilldelades hon Hedersguldbaggen.

## Filmografi (i urval)
- 1950 – Mamma gör revolution
- 1950 – Hjärter Knekt
- 1951 – Starkare än lagen
- 1952 – Flyg-Bom
- 1952 – Möte med livet
- 1952 – Säg det med blommor
- 1953 – I dur och skur
- 1954 – Flottans glada gossar
- 1954 – En lektion i kärlek
- 1956 – Ratataa
- 1957 – Som man bäddar...
- 1957 – Med glorian på sned
- 1958 – Flottans överman
- 1958 – Kostervalsen
- 1959 – Det svänger på slottet
- 1960 – Sommar och syndare
- 1962 – Nils Holgerssons underbara resa
- 1967 – Malte och Malin (TV-serie)
- 1969 – Kameleonterna
- 1970 – Rullgardinen
- 1971 – Nu seglar Pip-Larssons (TV-serie)
- 1971 – Äppelkriget
- 1971 – Gunghästen
- 1974 – Engeln (TV-serie)
- 1974 – Straffet (TV-serie)
- 1974 – Pang i bygget
- 1975 – Lejonet och jungfrun
- 1975 – Mina barn eller dina
- 1977 – Bang!
- 1977 – Fia i folkhemmet
- 1979 – Du är inte klok, Madicken
- 1979 – Resan till San Michele
- 1980 – Död mans ord
- 1981 – Göta kanal
- 1981 – Drottning Kristina
- 1981 – Genombrottet (TV-teater)
- 1982 – Kan tigrar få ägg?
- 1983 – Raskenstam
- 1983 – Vad betjänten såg
- 1984 – Panik i butiken (TV-serie)
- 1984 – Den Politiske Kandestøber
- 1985 – Det är mänskligt att fela
- 1985 – Fridas flykt
- 1985 – Änglaverket
- 1986 – Hummerkriget
- 1988 – Xerxes (TV-serie)
- 1988 – Mannen med jojon
- 1989 – Ömheten
- 1991 – Kopplingen
- 1993–1997 – Snoken (TV-serie)
- 1993 – Utan en tråd (TV-serie)
- 1993–2001 – Rederiet (TV-serie)
- 1994 – Zorn
- 1994 – Bert (TV-serie)
- 1994 – Rapport till himlen (TV-serie)
- 1995 – Bert – den siste oskulden
- 1995 – Esters testamente (TV-serie)
- 1998 – Lithivm
- 2004 – Kvinnor emellan (TV-serie)
- 2006 – Wellkåmm to Verona
- 2007 – Järnets änglar
- 2009 – Behandlingen
- 2010 – Guds tre flickor (TV-serie)
- 2017 – Syrror (TV-serie)
- 2017 – Jordskott (TV-serie)
- 2018 – Springfloden (TV-serie)
- 2018 – Maria Wern – Jord ska du åter vara (TV-serie)
- 2020 – Lasse Åberg – En ängslig gosses memoarer
- 2022 – The House

## Teater

### Roller
Källor: 
| År   | Roll                                                                | Produktion                                                                                                | Regi                                                   | Teater                   |
| ---- | ------------------------------------------------------------------- | --- | ------------------------------------------------------ | ------------------------ |
| 1949 | Miss Forsythe                                                       | En handelsresandes död (Death of a Salesman) Arthur Miller                                                | Alf Sjöberg                                            | Dramaten                 |
| 1949 | Flickan med bären                                                   | Sanningens pärla Zacharias Topelius                                                                       | Keve Hjelm                                             | Dramaten                 |
| 1950 | Annette                                                             | Fruns salig mor (Spektakel från sekelskiftet) (Feu la mère de Madame) Georges Feydeau                     | Mimi Pollak                                            | Dramaten                 |
| 1950 | Amman Karna                                                         | Ljungby horn Frans Hedberg                                                                                | Carl-Henrik Fant                                       | Dramaten                 |
| 1950 | Henriette                                                           | Chéri Colette                                                                                             | Mimi Pollak                                            | Dramaten                 |
| 1950 | Belisa                                                              | Don Perlimplins kärlek till Belisa (Amor de Don Perlimplín con Belisa en su jardín) Federico Garcia Lorca | Göran Gentele                                          | Dramaten                 |
| 1951 | Alizon Eliot                                                        | Kvinnan bör inte brännas (The lady's not for burning) Christopher Fry                                     | Alf Sjöberg                                            | Dramaten                 |
| 1951 | Flickan med ämbaret Mamsell Therese Regina, vaktmästarparets dotter | Amorina Carl Jonas Love Almqvist                                                                          | Alf Sjöberg                                            | Dramaten                 |
| 1951 | Andra hovdamen                                                      | Diamanten (Der Diamant) Friedrich Hebbel                                                                  | Rune Carlsten                                          | Dramaten                 |
| 1951 |                                                                     | Kära Ruth (Dear Ruth) Norman Krasna                                                                       | Ernst Eklund                                           | Lisebergsteatern         |
| 1952 | Patty                                                               | Patty (The Moon is Blue) F. Hugh Herbert                                                                  | Gustaf Molander                                        | Alléteatern              |
| 1953 | Mrs Margery Pinchwife                                               | Lantlollan (The Country Wife) William Wycherley                                                           | Sam Besekow                                            | Alléteatern              |
| 1955 | Lucy                                                                | Tolvskillingsoperan (Die Dreigroschenoper) Bertolt Brecht och Kurt Weill                                  | Knut Ström                                             | Göteborgs stadsteater    |
| 1956 | Hélène Saint-Faust                                                  | Min man har komplex (Le Complexe de Philémon) Jean Bernard-Luc                                            | Sture Lagerwall                                        | Intiman                  |
| 1957 | Nina Ivanovna Jakushova                                             | Ninotchka Marc-Gilbert Sauvajon                                                                           | Sven Lindberg                                          | Intiman                  |
| 1958 | Jacqueline Giraux                                                   | Bäddat för tre (Monsieur Masure) Claude Magnier                                                           | Stig Olin                                              | Vasateatern              |
| 1960 | Marion                                                              | Tuppen (Cock-a-doodle dandy) Seán O'Casey                                                                 | Lars-Levi Laestadius                                   | Stockholms stadsteater   |
| 1961 | Desdemona                                                           | Othello William Shakespeare                                                                               | Birgit Cullberg                                        | Stockholms stadsteater   |
| 1961 | Dunjasja                                                            | Körsbärsträdgården (Вишнёвый сад, Visjnjovyj sad) Anton Tjechov                                           | Bengt Ekerot                                           | Stockholms stadsteater   |
| 1961 | Pierette, förälskad                                                 | Violerna (Les violettes) Georges Schehadé                                                                 | Sam Besekow                                            | Stockholms stadsteater   |
| 1961 | Berit, Olles modell                                                 | Tuppfäktning Erik Müller                                                                                  | Per Verner-Carlsson                                    | Stockholms stadsteater   |
| 1961 | Myrrhine                                                            | Lysistrate (Λυσιστράτη, Lysistrátē) Aristofanes                                                           | Hans Dahlin                                            | Stockholms stadsteater   |
| 1962 | Cathérine                                                           | Sagoprinsen Vilhelm Moberg                                                                                | Carl Johan Ström                                       | Stockholms stadsteater   |
| 1962 | Majken, hushållerska                                                | Patrasket Hjalmar Bergman                                                                                 | Stina Bergman                                          | Stockholms stadsteater   |
| 1963 | Marguerite                                                          | Bara en barberare (Histoire de Vasco) Georges Schehadé                                                    | Lars-Levi Laestadius                                   | Stockholms stadsteater   |
| 1963 | Gerda Malena Ulla Inb                                               | Lax, lax, lerbak Alf Henrikson                                                                            | Carl Johan Ström                                       | Stockholms stadsteater   |
| 1964 | Luisa                                                               | Han hade två pistoler med svarta och vita ögon (Aveva due pistole con gli occhi bianchi e neri) Dario Fo  | Hans Dahlin                                            | Stockholms stadsteater   |
| 1965 | Medverkande                                                         | 13 quinnor Sandro Key-Åberg, Sonja Åkesson, Robban Broberg, Björn Lindroth , Lars Löfgren och Carl Anton  | Christian Lund                                         | Stockholms stadsteater   |
| 1966 | Lucienne                                                            | Fruar på vift (Le dindon) Georges Feydeau                                                                 | Etienne Glaser                                         | Stockholms stadsteater   |
| 1966 | Medverkande                                                         | Sedan vi gått Lars-Levi Laestadius                                                                        | Lars-Levi Laestadius                                   | Stockholms stadsteater   |
| 1966 | Anna                                                                | Nya Wermländingarne Sandro Key-Åberg                                                                      | Christian Lund                                         | Stockholms stadsteater   |
| 1967 | Medverkande                                                         | Viet Rock Megan Terry                                                                                     | Sten Lonnert                                           | Stockholms stadsteater   |
| 1967 | Rachel                                                              | Leva som svin (Live Like Pigs) John Arden                                                                 | Sten Lonnert                                           | Stockholms stadsteater   |
| 1968 | Zenta                                                               | Jaktscener (Jagdszenen aus Niederbayern) Martin Sperr                                                     | Ernst Günther                                          | Stockholms stadsteater   |
| 1968 | Martirio                                                            | Bernardas hus (La casa de Bernarda Alba) Federico Garcia Lorca                                            | Bengt Ekerot                                           | Stockholms stadsteater   |
| 1968 | Medea                                                               | Medea (Μήδεια Mēdeia) Euripides                                                                           | Keve Hjelm                                             | Stockholms stadsteater   |
| 1969 | Fru Gizi                                                            | Familjen Tot (Tóték) István Örkény                                                                        | Ernst Günther                                          | Stockholms stadsteater   |
| 1969 | Horan                                                               | Vita horan (The White Whore And The Bit Player) Tom Eyen                                                  | Pi Lind                                                | Stockholms stadsteater   |
| 1969 | Lyckans fe m.fl.                                                    | Den förgyllda lergöken Emil Norlander                                                                     | Lars Edström                                           | Stockholms stadsteater   |
| 1970 | Fru Miller Lady Milford                                             | Kärlek och politik (Kabale und Liebe) Friedrich Schiller                                                  | Anders Carlberg                                        | Stockholms stadsteater   |
| 1971 | Grevinnan                                                           | Slutet gott, allting gott (All's Well That Ends Well) William Shakespeare                                 | Jonas Cornell                                          | Stockholms stadsteater   |
| 1971 | Hovfolk                                                             | De vilda svanarna (De vilde Svaner) H.C. Andersen                                                         | Fred Hjelm                                             | Stockholms stadsteater   |
| 1972 | Mamma                                                               | En lycklig tilldragelse (Szczęśliwe wydarzenie) Sławomir Mrożek                                           | Lars Edström                                           | Stockholms stadsteater   |
| 1972 | Mrs Aouda                                                           | Jorden runt på 80 dagar (Le Tour du monde en quatre-vingts jours) Bengt Ahlfors                           | Jonas Cornell                                          | Stockholms stadsteater   |
| 1973 | Medverkande                                                         | Sånt folk!, revy Carl Zetterström                                                                         | Lars Amble                                             | Maximteatern             |
| 1973 | Märta Donha                                                         | Gösta Berlings saga Selma Lagerlöf                                                                        | Johan Bergenstråhle Marie-Louise De Geer Bergenstråhle | Stockholms stadsteater   |
| 1974 | Bojjan                                                              | Jösses flickor, befrielsen är nära Suzanne Osten och Margareta Garpe                                      | Suzanne Osten                                          | Stockholms stadsteater   |
| 1975 | Ljubov Andrejevna                                                   | Körsbärsträdgården (Вишнёвый сад, Visjnjovyj sad) Anton Tjechov                                           | Jan Håkanson                                           | Stockholms stadsteater   |
| 1976 | Thea Fru Gabor                                                      | Längtan (Frühlings Erwachen) Frank Wedekind                                                               | Jonas Cornell                                          | Stockholms stadsteater   |
| 1976 | Frosine                                                             | Den girige (L'Avare ou l'École du mensonge) Molière                                                       | Yves Bureau                                            | Stockholms stadsteater   |
| 1977 | Martha                                                              | Köttaffären (Männersache) Franz Xaver Kroetz                                                              | Claire Wikholm                                         | Stockholms stadsteater   |
| 1978 | Judith Löfgren                                                      | SK 911 till Acapulco Christer Kihlman och Frej Lindqvist                                                  | Frej Lindqvist                                         | Stockholms stadsteater   |
| 1979 | Anna, änka                                                          | Platonov (Платонов, Platonov) Anton Tjechov                                                               | Otomar Krejča                                          | Stockholms stadsteater   |
| 1980 | Bill                                                                | Fabriksflickorna, makten och härligheten Margareta Garpe och Suzanne Osten                                | Suzanne Osten                                          | Stockholms stadsteater   |
| 1981 | Amelia Faster Memé                                                  | Lördag, söndag, måndag (Sabato, domenica e lunedi) Eduardo De Filippo                                     | Andris Blekte                                          | Stockholms stadsteater   |
| 1982 | Farmor Werdenfels m. fl.                                            | Agnes Bernauer Franz Xaver Kroetz                                                                         | Johan Bergenstråhle                                    | Stockholms stadsteater   |
| 1984 | Ebba Fleming, änka                                                  | Daniel Hjort eller Skuggornas hämnd Josef Julius Wecksell                                                 | Jan Håkanson                                           | Stockholms stadsteater   |
| 1985 | Constanza                                                           | Sommarnöjet (La villeggiatura) Carlo Goldoni                                                              | Göran O Eriksson                                       | Stockholms stadsteater   |
| 1986 | Drottningen                                                         | Perikles (Pericles, Prince of Tyre) William Shakespeare                                                   | Eva Ultz                                               | Stockholms stadsteater   |
| 1987 | Kurage                                                              | Kurage och hennes barn (Mutter Courage und ihre Kinder) Bertolt Brecht                                    | Ragnar Lyth                                            | Stockholms stadsteater   |
| 1988 | Lenny Magrath                                                       | Ensamma hjärtan (Crimes of the Heart) Beth Henley                                                         | Lena Söderblom                                         | Stockholms stadsteater   |
| 1989 | Lorraine                                                            | Den stora lögnen (A Lie of the Mind) Sam Shepard                                                          | Jan Håkanson                                           | Stockholms stadsteater   |
| 1990 | Gertrud                                                             | Isbjörnarna Jonas Gardell                                                                                 | Annika Silkeberg                                       | Stockholms stadsteater   |
| 1991 | Tilda                                                               | Minns du den stad Per Anders Fogelström                                                                   | Johan Bergenstråhle                                    | Stockholms stadsteater   |
| 1991 | Arja                                                                | Järnbörd Magnus Dahlström                                                                                 | Måns Edwall                                            | Stockholms stadsteater   |
| 1992 | Prästen                                                             | Cheek 2 cheek Jonas Gardell                                                                               | Claire Wikholm                                         | Stockholms stadsteater   |
| 1992 | Fru von Wahl                                                        | Landet utan gräns (Das weite Land) Arthur Schnitzler                                                      | Jan Håkanson                                           | Stockholms stadsteater   |
| 1993 | Selma                                                               | Selma och Sofie Selma Lagerlöf och Sophie Elkan                                                           | Britt Olofsson                                         | Stockholms stadsteater   |
| 1994 | Margareta                                                           | I nöd och lust (The Cemetery Club) Ivan Menchell                                                          | Lars Amble                                             | Maximteatern             |
| 2000 | Mormor Augusta                                                      | Pepparrotslandet Magnus Nilsson                                                                           | Magnus Nilsson                                         | Stockholms stadsteater   |
| 2000 | Fru Ford                                                            | Muntra fruarna i Windsor (The Merry Wives of Windsor) William Shakespeare                                 | Ronny Danielsson                                       | Stockholms stadsteater   |
| 2001 | Olga                                                                | Systrarna Per Olov Enquist                                                                                | Benny Fredriksson                                      | Stockholms stadsteater   |
| 2002 | Vojnitskaja                                                         | Morbror Vanja (Дядя Ваня, Djadja Vanja) Anton Tjechov                                                     | Thommy Berggren                                        | Stockholms stadsteater   |
| 2003 | Madame Brizzjalov Kvinnan Flickan                                   | Nysningen (The Good Doctor) Neil Simon                                                                    | Johan Wahlström                                        | Stockholms stadsteater   |
| 2003 | Jeanette Burmeister                                                 | Allt eller inget (The Full Monty) Terrence McNally och David Yazbek                                       | Marianne Mörck                                         | Stockholms stadsteater   |
| 2004 | Änkan Quin                                                          | Hjälten (The Playboy of the Western World) John Millington Synge                                          | Thommy Berggren                                        | Stockholms stadsteater   |
| 2005 | Frances Beale                                                       | Två kvinnor (The Breath of Life) David Hare                                                               | Eva Gröndahl                                           | Stockholms stadsteater   |
| 2006 | Myran                                                               | Jösses flickor – Återkomsten Margareta Garpe, Suzanne Osten och Malin Axelsson                            | Maria Löfgren                                          | Stockholms stadsteater   |
| 2007 | Winnie                                                              | Lyckliga dagar (Happy days) Samuel Beckett                                                                | Tobias Theorell                                        | Stockholms stadsteater   |
| 2008 | Marta Brewster                                                      | Arsenik och gamla spetsar (Arsenic and Old Lace) Joseph Kesselring                                        | Eva Dahlman (skådespelare)                             | Stockholms stadsteater   |
| 2009 | Harriet                                                             | Sista dansen Carin Mannheimer                                                                             | Malin Stenberg                                         | Stockholms stadsteater   |
| 2010 | Fru Armfeldt                                                        | Sommarnattens leende (A Little Night Music) Stephen Sondheim och Hugh Wheeler                             | Tobias Theorell                                        | Stockholms stadsteater   |
| 2010 | Valerie von Kant                                                    | Petra von Kants bittra tårar (Die bitteren Tränen der Petra von Kant) Rainer Werner Fassbinder            | Hugo Hansén                                            | Stockholms stadsteater   |
| 2011 | Modern                                                              | Leka med elden August Strindberg                                                                          | Sofia Jupither                                         | Stockholms stadsteater   |
| 2012 | Marianne                                                            | I sista minuten Carin Mannheimer                                                                          | Sissela Kyle                                           | Stockholms stadsteater   |
| 2012 | Coralia                                                             | Peter Pan och Wendy (Peter Pan and Wendy) J.M. Barrie i ny version av Anders Duus                         | Pia Johansson                                          | Stockholms stadsteater   |
| 2014 | Mamman                                                              | Det kan du drömma om, Hilda (Ten daydreams for Hilda McCarthy) Chris Lee                                  | Sissela Kyle                                           | Kulturhuset Stadsteatern |
| 2015 | Farmor Agnes                                                        | Farmor och vår Herre Hjalmar Bergman                                                                      | Maria Löfgren                                          | Kulturhuset Stadsteatern |
| 2016 | Bricken                                                             | Nattorienterarna Kristina Lugn                                                                            | Eva Dahlman                                            | Kulturhuset Stadsteatern |
| 2018 |                                                                     | Och så levde de lyckliga Lotta Olsson                                                                     | Sissela Kyle                                           | Kulturhuset Stadsteatern |
| 2020 | Medverkande på distans                                              | Det stora teaterkalaset Calle Norlén                                                                      | Sissela Kyle                                           | Kulturhuset Stadsteatern |

## Radioteater

### Roller
| År   | Roll                   | Produktion                                        | Regi            |
| ---- | ---------------------- | ------------------------------------------------- | --------------- |
| 1953 | Blondie                | Hillmans bästa: Naturlig död? Folke Mellvig       | Lars Madsén     |
| 1956 | Prinsessan av Illyrien | Det var en gång (Der var engang) Holger Drachmann | Helge Hagerman  |
| 1963 | Barbro Kihlman         | Trivselmyra story Lars Björkman                   | Hans Lagerkvist |